# Paradiarsia hebraeica
Paradiarsia hebraeica là một loài bướm đêm trong họ Noctuidae.